# Zbigniew Wattson
Zbigniew Wattson (ur. 1938, zm. 22 marca 2010 w Warszawie) – polski projektant wzornictwa przemysłowego, inżynier mechanik, konstruktor samochodowy.

## Życiorys
Od przełomu lat 60/70. zatrudniony był w Ośrodku Badawczo-Rozwojowym Samochodów Osobowych Fabryki Samochodów Osobowych (FSO). Jego pierwszą znaczącą pracą stylistyczną była modyfikacja hatchback, wspólnie z Zygmuntem Grochowskim, nadwozia Syreny znana jako Syrena 607. Prac nad prototypem zrealizowanym konstrukcyjnie w 1971 roku przez Stanisława Łukaszewicza nie kontynuowano ze względu na zaprzestanie produkcji Syreny w FSO. W tym samym roku Wattson przedstawił pierwsze samodzielne, całościowe studium. Polski Fiat 125p Coupé oparty na płycie podłogowej licencyjnego pojazdu produkowanego na Żeraniu miał całkowicie nowe dwudrzwiowe nadwozie z laminatu szklano-epoksydowego prezentujące możliwości designerskie projektanta. W 1972 roku Wattson nadał formę prototypowi samochodu dla rolnictwa Warta-2, którego produkcję pod nazwą Tarpan podjęły Wielkopolskie Zakłady Napraw Samochodowych. Pojazd w niemal niezmienionej formie produkowany był 19 lat. W latach 1973–74 powstało kolejne studium samochodu sportowego autorstwa Wattsona. Klinowa forma FSO 1300 Coupé została zrealizowana konstrukcyjnie przez Stanisława Łukaszewicza tym razem w klasycznej, blaszanej technologii nadwoziowej. Samochód został zaprezentowany wśród innych pojazdów produkcji FSO jako Polski Fiat 1100p Coupé podczas wystawy Warszawa XXX z okazji trzydziestolecia wkroczenia do lewobrzeżnej części miasta wojsk sowieckich i polskich, określanego wtedy wyzwoleniem stolicy. W 1975 roku Wattson pracował w delegacji we Włoszech, w turyńskim ośrodku dizajnerskim Centro Stile Fiat nad przygotowywanym tam przyszłym Polonezem. Był autorem elementów wnętrza samochodu, m.in. deski rozdzielczej. Analiza stylistyki nadwozia sugeruje, że jego wpływ na ostateczną formę pojazdu mógł być większy. W 1978 roku Wattson zaprojektował też mikrobus służący do komunikacji wewnętrznej w FSO i przemieszczania się po fabryce wizytujących gości zarządu. 8-osobowy pojazd skonstruował Czesław Piechur w oparciu o zespół napędowy montowanej na Żeraniu Zastavy 1100p, a także o elementy z Polskiego Fiata 125p.
W okresie swojej pracy w FSO Wattson nadzorował od strony stylistycznej modyfikacje form nadwozi i wnętrz produkowanych tam pojazdów. Był też autorem nowej stylizacji logotypu przedsiębiorstwa, do którego FSO wróciła na polskim rynku od początku 1977 roku.

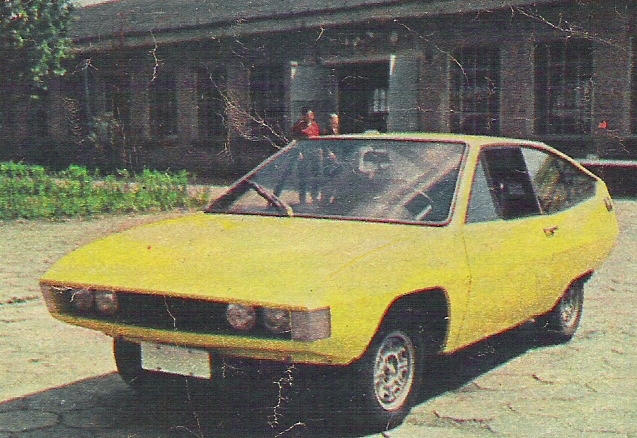
Polski Fiat 125p Coupé
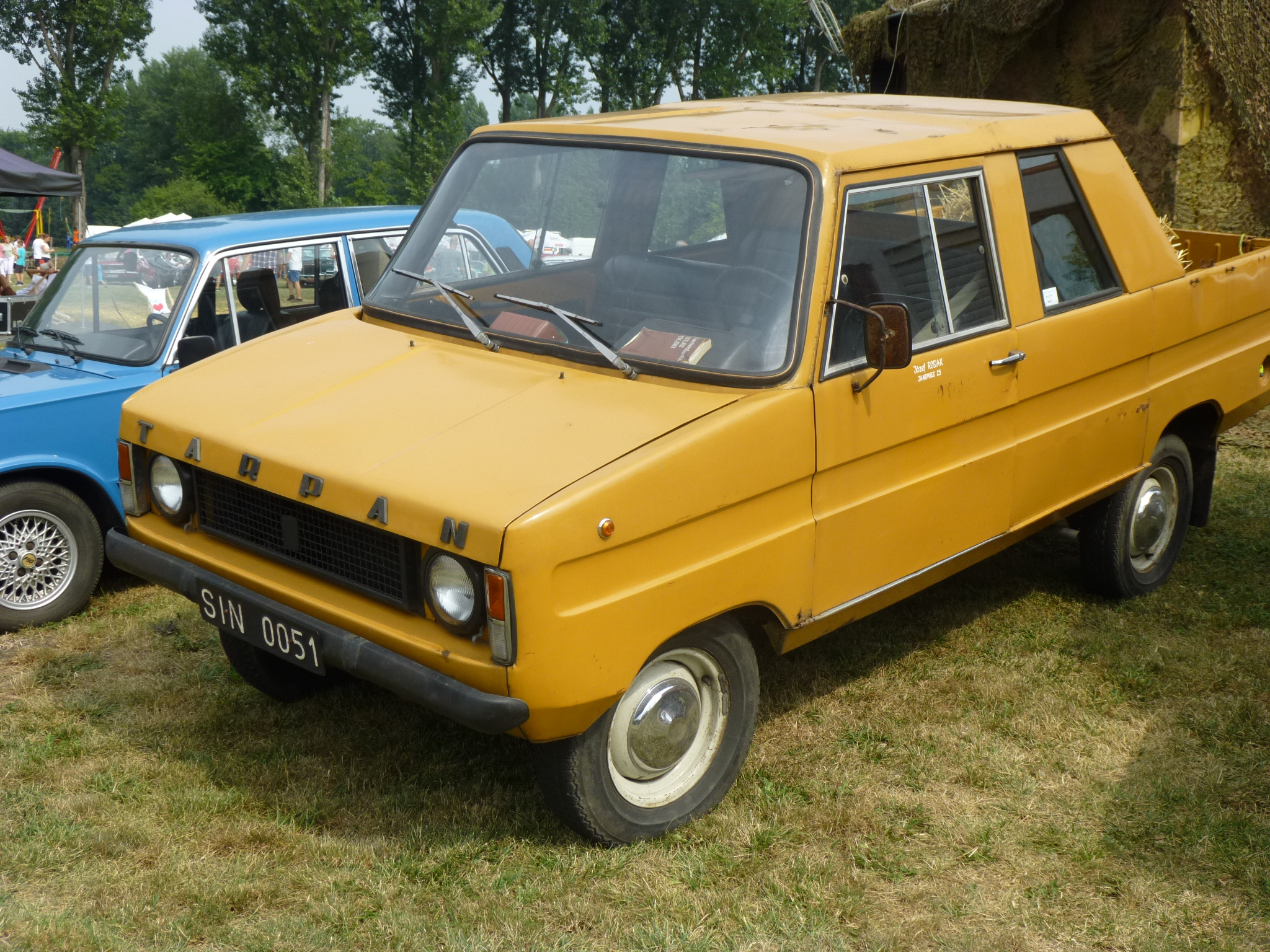
FSR Tarpan
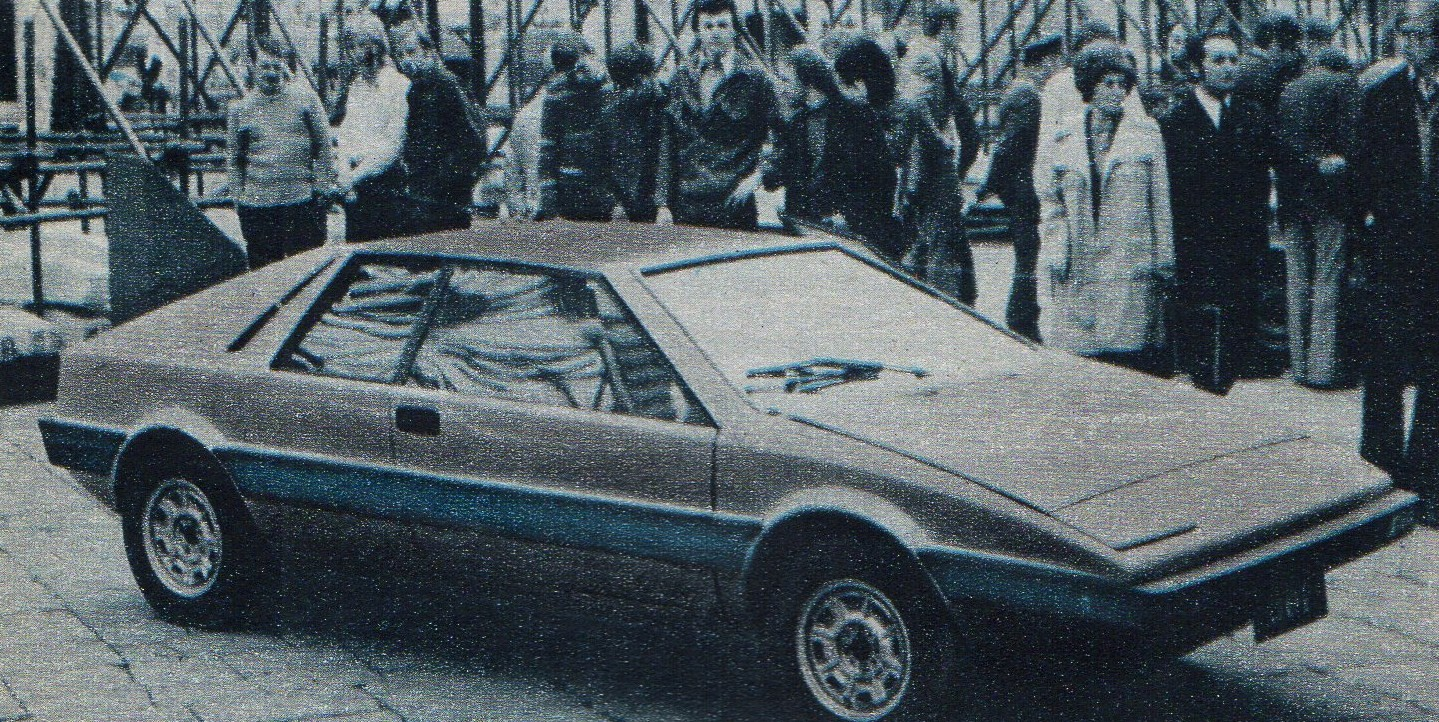
FSO 1300 Coupé
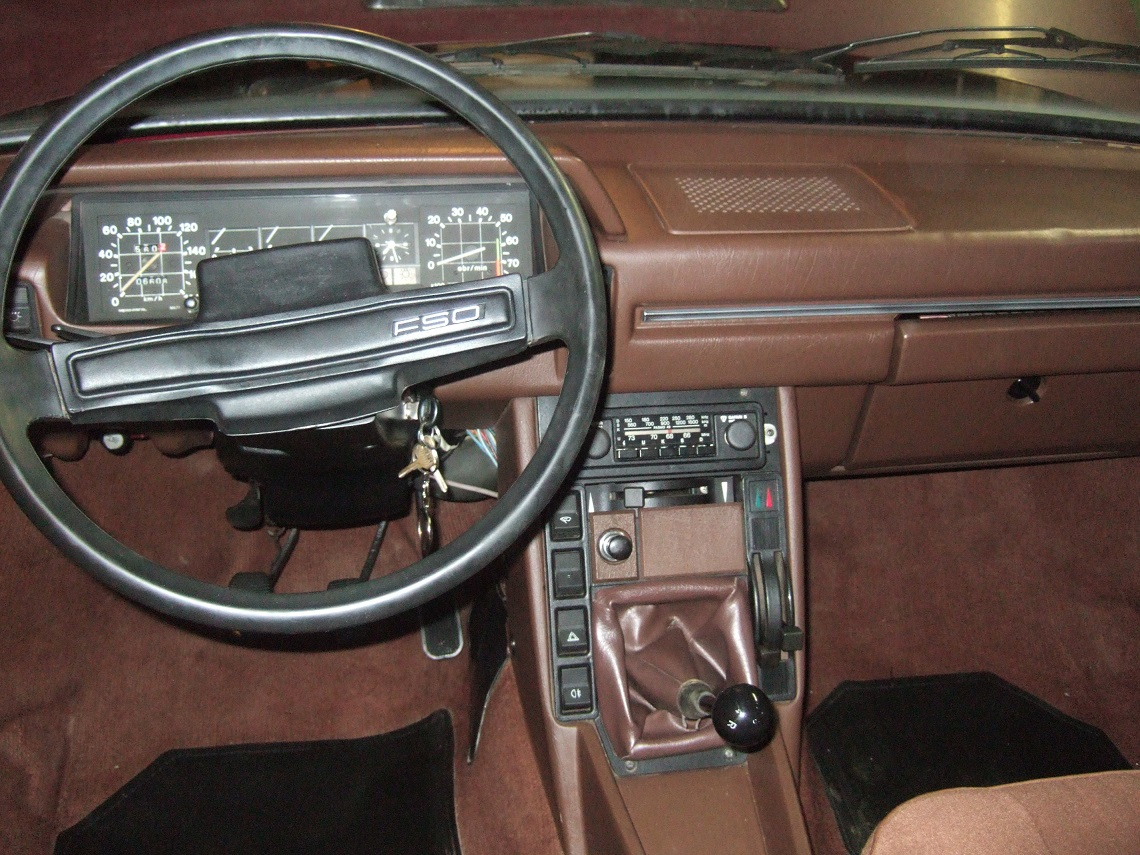
Wnętrze Poloneza MR'78